# North Vancouver (stad)
North Vancouver är en stad i den kanadensiska provinsen British Columbia och ligger nordväst om metropolen Vancouver, den ingår dock i Vancouvers storstadsområde. Staden gränsar på tre sidor mot distriktet med samma namn, och grundades 1907. Staden breder sig ut över 11,83 kvadratkilometer (km2) stor yta och hade en folkmängd på 48 196 personer vid den nationella folkräkningen 2011.